# Centre culturel de l'arrondissement de Huy
Le Centre culturel de l’arrondissement de Huy est un opérateur culturel important sur le territoire communal et sur l’arrondissement de Huy/Waremme en Belgique. Il n'est ni un théâtre ni un centre dramatique. L’équipe du centre culturel travaille sur Huy et sur 14 communes affiliées. 

## Missions
Les missions des centres culturels telle que définies par le décret sont :
- Offrir des possibilités de création d’expression et de communication.
- Fournir des informations, formations et documentations qui concourent à une démarche d’éducation permanente.
- Organiser des manifestations mettant en valeur les œuvres du patrimoine culturel local, régional, communautaire, international et francophone.
- Organiser des services destinés aux personnes et aux associations qui favorisent la réalisation des objectifs du Centre culturel.

Au niveau communal, l’équipe du centre culturel intervient régulièrement pour des constructions de projets (Maison du Père Noël, Langue Française en Fête,…) pour des collaborations (Festival International des écoles de cinéma, les Tambours pour la Paix, festival de musiques du monde…) mais aussi sur des aides services (prêt de matériel, aide pour des outils de promotion…).
La programmation du centre culturel comprend également un abonnement annuel à environ 50 spectacles dont 15 en décentralisation dans les salles des centres culturels locaux de la région, plus quelques spectacles hors abonnement. À cela s'ajoute une programmation Jeune Public en scolaire et extra scolaire, des concerts musiques classiques (concerts apéritifs), un ciné-club, des expositions en ville et en région. Le centre culturel est aussi à la disposition de la vie associative qui peut, par exemple, y organiser des activités comme les fêtes septennales, fête de la jeunesse ou l'accueil du Dalaï-lama.

## Histoire du bâtiment
Huy jouit d’une tradition théâtrale séculaire.
En 1634, les Augustins (moines) avaient créé un théâtre dans les locaux du Grand Hôpital, rue Sous-le-Château.
Les élèves du couvent des Augustins s’étaient constitués en une troupe nommée « La Compagnie de Bonnefin ». Cette compagnie recevait des subsides de l’autorité municipale.
En 1678, la municipalité fut mise en demeure, par les généraux français dont l’armée occupait Huy, de rétablir ce théâtre. Il fallait des distractions aux troupes du Roi-Soleil.
En 1811, le Conseil communal décide de doter la ville d’un théâtre. Pour ce faire, il transforme l’église Saint-Etienne. Cependant, ce local qui pouvait contenir environ 300 personnes se révèle bientôt trop exigu.
À la suite de l’incendie qui ravagea leur local de la rue des Longs-Thiers en 1863, l’administration communale céda à la Société des Amateurs une parcelle de 40 ares pour l’aménagement d’une salle de réunion attenant directement au théâtre. 
Le projet de la construction du Théâtre de Huy fut pris par le Conseil communal du 20 janvier 1865.
L’architecte Jean-Lambert Blandot dressa les plans du futur théâtre.
La pose de la première pierre de l’édifice eut lieu le 3 juin 1865.
Le bâtiment prit la forme d’un théâtre à l'italienne : grand quadrilatère d’une longueur de 40 mètres et d’une largeur de 18 mètres. 
Le théâtre occupait toute la largeur de l’édifice. L’arrière du bâtiment était composé de plusieurs loges d’artistes et des magasins de décors furent aménagés en annexe. La salle de spectacle pouvait contenir 600 spectateurs et adoptait la forme d’une « bonbonnière ».
Le théâtre vit défiler maintes célébrités musicales et théâtrales comme Eugène Ysaÿe, José Dupuis, Suzanne Reichenberg.
Les 19 et 20 avril 1925, le théâtre fut ravagé par un terrible incendie.
Les journaux locaux relatèrent l’événement et la désolation de la population hutoise pour sa très chère « bonbonnière ».
La question de la reconstruction du théâtre fut débattue et examinée par une commission spéciale constituée par le Collège Échevinal.
Il fut décidé que la construction du nouvel édifice serait assurée par la Ville, que ce dernier s’élèverait sur le même emplacement que l’ancien théâtre.
L’inauguration du nouveau bâtiment en style art déco, dessiné par les architectes Michel Polak et Alfred Hoch eut lieu le 7 novembre 1927. 
L’année 1955 est marquée par deux événements : l’apparition du cinématographe et l’action d’ouverture vers les écoles lancée par le Service d’Éducation populaire du Ministère de l’Instruction Publique, sous la forme de trois matinées classiques.
En 1965, le théâtre est institué centre culturel et jumelé avec la Maison de la Culture de Namur, association qui ne durera que deux ans.
En 1969, une association sans but lucratif se crée : le Centre d’action culturelle pour la région de Huy.
C’est aussi l’implication grandissante de l’État dans la politique culturelle, phénomène reposant sur quelques facteurs essentiels dont la diminution du temps de travail et son corollaire, l’accroissement du temps de loisirs : la culture devient un enjeu politique et une aspiration populaire.
Le 1er octobre 1989, la Maison de la culture est rebaptisée Centre culturel de l’arrondissement de Huy (CCAH).